# Грицюк Георгій В'ячеславович
Георгій В'ячеславович Грицюк (нар. 1902) — український радянський футбольний арбітр. Представляв Харків.
1938 року розпочав арбітраж поєдинків чемпіонату СРСР. 19 серпня дебютував як головний арбітр. У тому матчі ленінградський «Сталінець» і московський «Буревісник» зіграли внічию. З наступного року — суддя всесоюзної категорії.
Протягом чотирьох сезонів провів як головний рефері 12 ігор. Був боковим суддею в п'яти матчах чемпіонату-51.